# Gammelsdorf
Gammelsdorf er en kommune i i Landkreis Freising Regierungsbezirk Oberbayern i den tyske delstat Bayern. Den er en del af Verwaltungsgemeinschaft Mauern.

## Landsbyer og bebyggelser
| - Berghof - Daberg - Dreifaltern - Flickendorf - Gabelsberg - Gelbersdorf - Giglberg - Häringsschwaig - Hiendlberg - Katharinazell - Kothingried - Kreuzholzen - Landersdorf | - Langholzen - Oberpriel - Priel - Rehbach - Reichersdorf - Reith - Roßberg - Schergenöd - Starkhof - Traich - Weichsberg - Willersdorf - Winbürg |